# Rootsi (Hiiumaa)
Koordinaten: 59° 0′ N, 22° 31′ O
Rootsi ist ein Dorf (estnisch küla) in der Landgemeinde Hiiumaa (2013 bis 2017: Landgemeinde Hiiu, davor Landgemeinde Kõrgessaare) auf der zweitgrößten estnischen Insel Hiiumaa (deutsch Dagö).

## Beschreibung und Geschichte
Rootsi hat 16 Einwohner (Stand 31. Dezember 2011). Früher gehörte das Gebiet zum Dorf Reigi.
Der Name des Dorfes bedeutet übersetzt „Schweden“. 1781 wurden nahezu alle schwedischstämmigen Einwohner Hiiumaas auf Befehl der russischen Regierung in die Ukraine deportiert, wo sie 1782 die Kolonie Gammalsvenskby gründeten. Der Ortsname Rootsi entstand danach. Er bezeichnete einen der letzten Orte, an dem auf Hiiumaa noch schwedischsprachige Einwohner lebten.